# Ilse Lohmann (Juristin)
Ilse Lohmann (* 9. Juni 1960) ist eine deutsche Juristin und Richterin am Bundesgerichtshof.

## Werdegang
Ihre Richterlaufbahn begann Ilse Lohmann im Jahr 1988 in Nordrhein-Westfalen. Sie wurde 1991 beim Landgericht Dortmund zur Richterin am Landgericht ernannt. Nach einer dreijährigen Abordnung als wissenschaftliche Mitarbeiterin an den Bundesgerichtshof wechselte sie 1996 in den höheren Justizdienst des Landes Sachsen-Anhalt und wurde zur Richterin am Oberlandesgericht Naumburg ernannt. Sie war in den Jahren 2002 und 2003 an das Justizministerium des Landes Sachsen-Anhalt abgeordnet und dort als Leiterin verschiedener Referate tätig. Seit ihrer Ernennung zur Richterin am Bundesgerichtshof im September 2004 gehört sie dem schwerpunktmäßig für das Insolvenz- und Zwangsvollstreckungsrecht sowie die Anwalts- und Steuerberaterhaftung zuständigen IX. Zivilsenat an.
Ilse Lohmann war auch Vorsitzende des Richterrats des Bundesgerichtshofs.

## Veröffentlichungen
Ilse Lohmann ist Mitautorin an dem Kommentar Bamberger/Roth, Kommentar zum Bürgerlichen Gesetzbuch (C.H. Beck, München, ISBN 978-3-406-70300-3)